# Caterina Angiola Pieroncini
Caterina Angiola Pieroncini fue una encajera y bordadora italiana del siglo XVII, dama de compañía de la Gran Duquesa Victoria della Rovere.

## Carrera
Como dama de compañía de la Gran Duquesa Victoria della Rovere (1622-1694), que era conocida por apoyar a sus damas de compañía, Pieroncini fue enviada a París en 1664 para estudiar costura con el fin de confeccionar los últimos diseños, tras lo cual regresó a Florencia. Durante su estancia en París, María de Lorena, duquesa de Suiza, fue su tutora. Pieroncini estudió bajo la dirección de Mademoiselle Alée en París durante dieciocho meses, durante los cuales cobró 200 liras cada dos trimestres más otros gastos de manutención.
Como encajera, Pieroncini trabajó durante una época en la que el encaje de aguja veneciano de gros point estaba de moda y se consideraba el encaje de mayor calidad. A mediados de siglo, se popularizaron los encajes de bolillos franceses y el encaje de aguja point de France.

## Retiro
Tras su servicio a la Gran Duquesa, Pieronicini ingresó en el convento el 17 de julio de 1677 y tomó el mismo Suor Maria Vittoria, durante el cual siguió recibiendo el apoyo de la Duquesa, que vivió en el mismo convento cuando era niña.